# Roine Stolt
Roine Stolt (Uppsala), 1956. szeptember 5. –) svéd gitáros-énekes.

## A kezdetek
Pályafutását hamar elkezdte basszusgitárosként: a 60-as években a helyi zenekarral Jimi Hendrix, Jeff Beck, Beatles, valamint King Crimson számokat dolgoztak fel. Legfőbb példaképei a The Doors, a Vanilla Fudge, a Procol Harum, valamint a Beatles voltak.

## A siker első pillanatai
1974-ben belépett a Kaipa nevű együttesbe, de 1979-ben már ki is lépett, hogy meg csinálja saját együttesét a Fantasia-t, mellyel később két albumot is kiadott. Ezután szólókarrierbe kezdett, rengeteg zenésszel dolgozott együtt. Első lemezét 1989-ben adta ki, ennek a korongnak The Lonely Heartbeat lett a címe. 1994-ben a The Flower King című albuma nagy sikert aratott.